# Dissidia Final Fantasy NT
Dissidia Final Fantasy NT  (ディシディア ファイナルファンタジー NT Dishidia Fainaru Fantajī NT?) es un juego de lucha con elementos de acción de rol desarrollado por Team Ninja de Koei Tecmo y publicado por Square Enix para PlayStation 4 y PC.
El juego es una continuación de Dissidia Final Fantasy y Dissidia 012 Final Fantasy, lanzado para PlayStation Portable, y, de manera similar, permite a los jugadores luchar entre sí utilizando muchos personajes de la serie Final Fantasy.
El juego es un puerto de consola del juego de arcade japonés 2015 Dissidia Final Fantasy, y se lanzó en todo el mundo en enero de 2018.
Una versión gratuita del juego fue lanzado para Playstation 4 y PC el 12 de marzo de 2019.

## Jugabilidad
El sistema de batalla de Dissidia Final Fantasy NT fue rediseñado desde cero, aunque se han conservado algunos elementos de los títulos anteriores. Los personajes se dividen en cuatro clases de combate: Vanguardia basados en poder, Hostigadores basados en agilidad, Conjugadores basados en ataques a distancia y Especialistas basados en rasgos únicos. Los personajes pueden realizar ataques valientes, lo que aumenta el nivel de valentía del jugador en función de la cantidad de daño infligido. Si un oponente es atacado mientras su Bravery está en cero, se activará un Bravery Break, lo que le dará al jugador un aumento sustancial de Bravery. Los jugadores también pueden realizar ataques de HP que dañarán directamente a un oponente en función de su nivel de valentía actual. El uso de los ataques de HP restablecerá la valentía del jugador a cero, lo que obligará a realizar más ataques valientes antes de que puedan atacar directamente a su oponente de nuevo. El modo EX de los juegos anteriores se ha modificado, con jugadores capaces de equipar un ataque de HP y dos habilidades EX por personaje en la batalla.
A diferencia de los títulos anteriores de Dissidia, NT se enfoca en el combate de tres contra tres, donde los jugadores controlan activamente un personaje, mientras que la inteligencia artificial del juego controla los otros dos. Cada personaje tiene su propio medidor de HP, junto con un medidor Party HP, un medidor de Resistencia y un medidor de Invocación para todo el equipo. Cuando un personaje es derrotado, se eliminará un segmento del medidor Party HP de su equipo; Cuando el medidor se agota, el equipo pierde la batalla. La energía del medidor de Resistencia se gasta cuando el jugador ejecuta un guion o esquiva para limitar el uso excesivo; el medidor se recargará rápidamente si el jugador permanece en el suelo por un corto tiempo. Los jugadores pueden usar su escudo o esquivar para defenderse, aunque el escudo se deteriorará con el tiempo. Los jugadores también pueden llenar su nivel de Invocación atacando a los enemigos o destruyendo los Cristales de Invocación. Al completar el indicador de Invocación de su equipo, los jugadores pueden realizar invocaciones para llamar a una de las siete criaturas como Ifrit o Bahamut para atacar a sus enemigos, así como otorgar beneficios pasivos al equipo del jugador. 
Además de las batallas estándar, NT presenta un segundo tipo de batalla en forma de batallas básicas. Estos involucran a cada equipo que recibe un gran cristal para proteger, que su oponente debe intentar destruir; El equipo cuyo cristal es destruido primero pierde la batalla. El juego presenta varios tipos de escaleras de arcade para un solo jugador, en las que el equipo de un jugador debe derrotar a una serie de oponentes de IA cada vez más difíciles. Estos a veces concluirán con una Batalla de bonificación, en la que el equipo del jugador debe derrotar a uno de los siete Invocaciones del juego en la batalla por puntos adicionales. El juego también admite batallas multijugador en línea, con jugadores capaces de formar equipos de tres para luchar contra equipos opuestos.
Al participar en batallas en línea y fuera de línea, los jugadores obtendrán puntos de experiencia para aumentar su nivel de jugador y sus niveles de personaje individual. A medida que los personajes suban de nivel, recibirán recompensas como nuevos ataques de HP y mensajes de chat. Aumentar el nivel de jugador otorgará recompensas adicionales como nuevas habilidades EX, Invocaciones y tokens de memoria, estas últimas deben ser adquiridas para avanzar en el modo Historia del juego. Los jugadores también ganarán Gil que se puede gastar en la tienda del juego para comprar nuevos trajes de personajes, armas y música de batalla.

## Trama
Establecida mucho después de los eventos de los dos títulos anteriores de Dissidia, pero antes de la versión arcade, la dimensión del Mundo B se revitaliza por un conflicto entre Materia (マ ー テ リ ア Māteria), la diosa de la protección, y Spiritus (スピリタス ir Supiritasu), el dios de Destrucción, quienes convocan respectivamente a los guerreros de Cosmos y Caos como sus campeones. A diferencia de sus participaciones anteriores, los guerreros convocados conservan sus recuerdos tanto de la guerra anterior como de sus mundos originales,  que se usan para expandir el Mundo B, mientras que la energía mística creada a partir de sus batallas lo mantiene.
Sospechosos de la falta de familiaridad de los dioses con su mundo y entre sí, los guerreros de Materia se separan de inmediato para investigar la razón detrás del nuevo conflicto. [10] Aprenden de la convocatoria del mundo que ambos dioses fueron creados a partir del deseo de Cosmos de proteger al mundo. También descubren una amenaza separada en forma de "gorges de planos" —manifestaciones de Shinryu, el dracónico responsable de crear el ciclo de guerra anterior entre el Cosmos y el Caos— que amenaza con absorber la energía del mundo y erradicar el mundo.  Cuando el mundo se ve abrumado por las olas de planos, las dos partes forman una tregua para vencer al propio Shinryu, lo que lleva a un enfrentamiento deliberado que lo atrae hacia fuera.  Los guerreros destruyen a Shinryu y regresan a sus respectivos mundos, dejando atrás duplicados de sí mismos con sus recuerdos del Mundo B para que puedan continuar luchando en nombre de los dioses.

## Personajes
La versión arcade contó con catorce personajes en el lanzamiento, incluidos trece héroes principales de los títulos anteriores de Dissidia y un nuevo héroe de Final Fantasy XIV. Sin embargo, se han seguido agregando nuevos personajes a la lista como actualizaciones posteriores al lanzamiento, incluidos los personajes de títulos derivados como Final Fantasy Tactics y Final Fantasy Type-0. NT incluye todos los personajes disponibles en la versión de arcade en el momento de su lanzamiento, por un total de veintiocho. Los desarrolladores apuntan a una lista total de 50 personajes, incluidos todos los personajes de los títulos anteriores de Dissidia. Las actualizaciones futuras llegarán a la versión de arcade antes de lanzar PlayStation 4 como DLC después de una breve ventana de exclusividad.
Los nuevos personajes de la franquicia se enumeran a continuación en negrita.
| Juego de Final Fantasy | Personajes                                  |
| ---------------------- | ------------------------------------------- |
| Final Fantasy          | Guerrero de la Luz, Garland                 |
| Final Fantasy II       | Firion, El Emperor                          |
| Final Fantasy III      | Caballero Cebolla, Nube de oscuridad        |
| Final Fantasy IV       | Cecil Harvey, Kain Highwind, Golbez         |
| Final Fantasy V        | Bartz Klauser, Exdeath                      |
| Final Fantasy VI       | Terra Branford, Kefka Palazzo, Locke Cole   |
| Final Fantasy VII      | Cloud Strife, Sephiroth                     |
| Final Fantasy VIII     | Squall Leonhart, Ultimecia, Rinoa Heartilly |
| Final Fantasy IX       | Zidane Tribal, Kuja                         |
| Final Fantasy X        | Tidus, Jecht, Yuna                          |
| Final Fantasy XI       | Shantotto, Kam'lanaut                       |
| Final Fantasy XII      | Vaan, Vayne Carudas Solidor                 |
| Final Fantasy XIII     | Lightning, Snow Villiers                    |
| Final Fantasy XIV      | Y'shtola Rhul, Zenos yae Galvus             |
| Final Fantasy XV       | Noctis Lucis Caelum , Ardyn Izunia          |
| Final Fantasy Tactics  | Ramza Beoulve                               |
| Final Fantasy Type-0   | Ace                                         |

## Desarrollo & Lanzamiento
Dissidia Final Fantasy NT fue desarrollado por Team Ninja . Fue anunciado originalmente como un título de arcade durante la feria comercial Japan Amusement Expo (JAEPO) en Chiba, Japón, el 14 de febrero de 2015.  
El juego fue desarrollado con la tecnología central de PlayStation 4 .Square Enix quería lanzarlo para arcade primero, mientras que una versión de consola no estaría en desarrollo hasta al menos un año después del lanzamiento de la versión arcade.  
Durante el desarrollo, Team Ninja consideró usar su 'motor suave' que permitía que las texturas de la piel parecieran más suaves, pero decidió no hacerlo debido a que no había suficientes personajes aprovechando los beneficios.  La versión Arcade se lanzó en Japón el 26 de noviembre de 2015. 
El director Takeo Kujiraoka insinuó la posibilidad de agregar Noctis Lucis Caelum al elenco una vez que Final Fantasy XV fuera lanzado; Noctis se reveló oficialmente en la conferencia del Tokyo Game Show de Sony el 19 de septiembre de 2017.  
Kujiraoka también mencionó la posibilidad de que el juego se convierta en un eSport y se lance fuera de Japón y se discutió que una versión de consola estaba en desarrollo, pero requería características como un modo historia y un mayor refinamiento del juego antes del lanzamiento.  
En junio de 2017, el puerto de PlayStation 4 se anunció formalmente con el nombre de Dissidia Final Fantasy NT . Seconfirmó que el NT en el título tiene múltiples significados, como "Nueva prueba", "Nuevo torneo" y "Nueva historia".  
El escenario de Dissidia NT fue escrito porKazushige Nojima, quien también actuó como supervisor del juego, basado en un borrador de Dissidia y la escritora de Final Fantasy XV Saori Itamuro.  La PlayStation versión 4 fue lanzado el 30 de enero de 2018. El 12 de marzo de 2019 un libre-a-juegoversión fue lanzada para PlayStation 4 yMicrosoft Windows a través de Steam .
El 18 de febrero de 2020, se anunció que las actualizaciones para el juego cesarían y no se agregarían personajes adicionales, sin planes actuales para una secuela.  Los desarrolladores inicialmente apuntaron a una lista total de 50 personajes, incluidos todos los de los títulos anteriores de Dissidia . 
Los personajes que no regresan de Dissidia 012 incluyen Gilgamesh , Laguna , Prishe y Feral Chaos . Los mineros de datos revelaron previamente que los personajes antes mencionados, excluyendo Feral Chaos, así como Zack Fair y Vivi Ornitier pueden haber sido planeados para implementarse en algún momento.